# 刀鋒 (小說)
《刀鋒》是英國作家威廉·薩默塞特·毛姆所作的一部小說，出版於1944年，是他自1940年移居美國後的第一部小說。
書中，主人公拉里反映兩次大戰之間，歐洲中心主義的黃昏時代。在這段時期，世界文化中心雖仍在歐洲，但它已不能給來此尋求人生真諦的人滿意的答覆。

## 全書主旨
儘管在1944年戰事已經進行到了白熱化階段，但是此書與戰爭、政治並沒有太多的聯繫。書中人物拉里去印度探索更為廣闊的精神世界 ，由此也講作者在晚年的研究中心--印度哲學的部分成果展現了出來。不能說這與其寫作動機無關。
書的開頭那句《奧義書》上的話：“越過刀之鋒刃實屬不易，因而智者常說救贖之道艱辛。”書中並不是以拉里的經歷為全部內容，跟毛姆的其他作品一樣，其他人物的經歷和他們的故事也被大篇幅地描述。這可能是教人感覺不解甚至是無聊的一點，作為最擅長講故事的作家，毛姆在眾多人物的刻畫描寫上下了很大的功夫。每個人都有截然不同、精彩甚至是多舛的經歷。把他們結合在一起看，不難發現，正好詮釋了那句全書開頭的話。救贖之道，每個人物的道路都能通向救贖。但艾略特死在了人們看來毫無意義的憤怒中，索菲死在了粗暴男人的刀下，最後被拋尸土倫海邊。他們是被自己道路吞噬的不幸的人。轉而看拉里和伊莎貝爾，儘管其道不同，但在越過艱辛後得到了自己所願的東西。因而說越過刀鋒之不易，刀鋒更可能指道路，利刃會切碎所行之人，那些通過之人則會得到“救贖”。這可能就是毛姆想要闡述的。
毛姆冷峻深刻的文筆對所有人物都不加褒貶，他只是盡力用豐富的故事來詮釋自己的思想。這在其晚年思想成熟之際顯得更加深刻隱晦，卻也更加富有思辨意義和強大的生命力。